# Jeff Ma
Jeff Ma, de son vrai nom Jeffery Ma, a été un membre du MIT Blackjack Team dans le milieu des années 1990. Il est diplômé du Phillips Exeter Academy (New Hampshire) puis du Massachusetts Institute of Technology (Massachusetts). 

## Son histoire
Il a servi de base pour le personnage principal du livre Bringing Down the House (en) (où il a été rebaptisé Kevin Lewis) et le film Las Vegas 21 (où il a été rebaptisé Ben Campbell). 
Le livre lui a causé un certain ennui passager… Après deux mois dans le processus de rédaction du livre Bringing Down the House, Jeff Ma a commencé à remettre en question le fait d'écrire un livre sur son expérience dans le monde des jeux d'argent, du gambling : il avait peur que le livre soit un navet, que les lecteurs soient déçus. Les mois se sont écoulés et il a remarqué une réaction positive des privilégiés bêta-lecteurs; il a commencé à se sentir plus à l'aise avec le livre.

## Son business
Jeff Ma a également cofondé PROTRADE, un magasin online d'équipement de sport. Aussi dans le domaine du sport, il travaille en consultation pour des équipes sportives professionnelles, y compris les Portland Trail Blazers et San Francisco 49ers.
Jeff Ma a également fait des apparitions comme un conférencier motivateur à l'occasion de conférences et événements d'entreprise.